# Faustus von Mileve
Faustus von Mileve (* um 350 in Mileve (Numidien, Algerien, Nordafrika); † vor 400 in der Verbannung) ist der bedeutendste Vertreter des abendländischen Manichäismus.

## Leben
Über sein Leben ist nur wenig bekannt. Als Kind armer Eltern aufgewachsen, konnte er sich erst in späteren Jahren in Rom fortbilden. Augustinus von Hippo, der innerlich bereits am Manichäismus (dem er seit 373 als Auditor angehörte) zu zweifeln begonnen hatte, traf Faustus von Mileve, der nach längerer Lehrtätigkeit in Rom 383 nach Karthago kam, war jedoch von ihm enttäuscht. Dies führte endgültig Augustinus’ inneren Bruch mit dem Manichäismus herbei, dem dann bald darauf auch der äußere folgte.
Faustus von Mileve wurde später auf eine Insel verbannt; dort schrieb er eine Apologie des Manichäismus, in der er das gesamte Alte Testament, die Geburtsgeschichte Jesu und einige Schriften des Paulus verwarf, und die Auferstehung Jesu Christi als Allegorie deutete. Dieses Werk ist nicht erhalten geblieben, doch sind daraus umfangreiche Passagen zitiert in der von Augustinus zu dessen Widerlegung verfassten Schrift Contra Faustum libri XXIII, die er um 400 (also um das vermutete Todesjahr des Faustus von Mileve) verfasste und 404 an Hieronymus übersandte.
Diese und weitere Schriften des Augustinus sind fast die einzige Quelle zu Leben und Werk des Faustus. Ihr Quellenwert gilt aufgrund der Gegnerschaft des Autors zu Faustus und dem Manichäismus als problematisch.